# Wheels of Fire
Wheels of Fire — третий студийный альбом группы Cream, вышедший в 1968 году. Работа стала весьма успешной и смогла подняться на 3-е место в хит-парадах Великобритании и 1-е — в США.
Это двойной альбом. Он был выпущен на двух долгоиграющих пластинках с названиями Wheels of Fire (in the studio) и Wheels of Fire (Live at the Fillmore) с одинаковым артом на обложках, но в разных цветах. Хотя вторая часть и называется "Live at the Fillmore" (с англ. — «Концерт в Филлморе»), только композиция «Toad» была записана в этом концертном зале, все остальные во время выступлений на другой площадке в Сан-Франциско.

## Об альбоме
Третий альбом Cream изначально планировался двойным, в который группа и продюсер компании Atco Records Феликс Паппаларди планировали включить несколько концертных записей.
Альбом занимает 205-ю позицию в списке «500 величайших альбомов всех времён» по версии журнала Rolling Stone и включён в список «Концертные альбомы, которые изменили мир» журнала Classic Rock в 2013 году.
Обложка альбома была сделана австралийским художником Мартином Шарпом, который создал и обложку предыдущего альбома Disraeli Gears. В 1969 году он был удостоен приза New York Art Directors Prize за лучший дизайн альбома.

## Список композиций
| №  | Название                      | Автор(ы)                                           | Длительность |
| -- | ----------------------------- | -------------------------------------------------- | ------------ |
| 1. | «White Room»                  | Джек Брюс, Пит Браун                               | 4:56         |
| 2. | «Sitting on Top of the World» | Уолтер Винсон, Лонни Чатмон; аранж. Честер Бёрнетт | 4:56         |
| 3. | «Passing the Time»            | Джинджер Бейкер, Майк Тейлор                       | 4:31         |
| 4. | «As You Said»                 | Джек Брюс, Пит Браун                               | 4:19         |

| №  | Название                       | Автор(ы)                     | Длительность |
| -- | ------------------------------ | ---------------------------- | ------------ |
| 1. | «Pressed Rat and Warthog»      | Джинджер Бейкер, Майк Тейлор | 3:13         |
| 2. | «Politician»                   | Джек Брюс, Пит Браун         | 4:11         |
| 3. | «Those Were the Days»          | Джинджер Бейкер, Майк Тейлор | 2:52         |
| 4. | «Born Under a Bad Sign»        | Букер Ти Джонс, Уильям Белл  | 3:08         |
| 5. | «Deserted Cities of the Heart» | Джек Брюс, Пит Браун         | 4:36         |

| №  | Название     | Автор(ы)                            | Дата записи                                    | Длительность |
| -- | ------------ | ----------------------------------- | ---------------------------------------------- | ------------ |
| 1. | «Crossroads» | Роберт Джонсон, аранж. Эрик Клэптон | 10 марта 1968 года в Winterland, Сан-Франциско | 4:13         |
| 2. | «Spoonful»   | Вилли Диксон                        | 10 марта 1968 года в Winterland, Сан-Франциско | 16:44        |

| №  | Название    | Автор(ы)        | Дата записи                                   | Длительность |
| -- | ----------- | --------------- | --------------------------------------------- | ------------ |
| 1. | «Traintime» | Джек Брюс       | 8 марта 1968 года в Winterland, Сан-Франциско | 6:52         |
| 2. | «Toad»      | Джинджер Бейкер | 7 марта 1968 года в Fillmore, Сан-Франциско   | 15:53        |

## Участники записи
Приведены по сведениям базы данных Discogs.
Cream:
- Эрик Клэптон — гитара (все песни), вокал (в песнях «Passing the Time» и «Those Were the Days»)
- Джек Брюс — ведущий вокал (все песни), бас-гитара (все песни), виолончель (в песнях «As You Said» и «Deserted Cities of the Heart»), губная гармошка (все концертные записи), каллиопа (в песне «Passing the Time»), акустическая гитара (в песнях «As You Said» и «Deserted Cities of the Heart»), блокфлейта (в песне «Pressed Rat and Warthog»)
- Джинджер Бейкер — барабаны (все песни), глокеншпиль (в песне «Passing the Time»), литавры (в песне «White Room»), тарелки (в песне «As You Said»), маримба (в песне «Those Were the Days»), трубчатые колокольчики (в песне «Those Were the Days»), бубен (в песне «Born Under a Bad Sign»), вокал (в песне «Passing the Time»), вступительное слово (в песне «Pressed Rat and Warthog»)

Приглашённый музыкант:
- Феликс Паппаларди — альт (в песнях «White Room» и «Deserted Cities of the Heart»), колокольчик (в песне «Those Were the Days»), орга́н (в песне «Passing the Time»), труба (в песне «Pressed Rat and Warthog»), тонета (в песне «Pressed Rat and Warthog»)

Технический персонал:
- Феликс Паппаларди — музыкальный продюсер
- Том Дауд — звукорежиссёр (студийные записи, диск 1)
- Адриан Барбер[англ.] — звукорежиссёр (студийные записи, диск 1), инженер-микшер (концертные записи, диск 2)
- Билл Халверсон[англ.] — звукорежиссёр (концертные записи, диск 2)
- Джозеф М. Палмаччио[англ.] — мастеринг-инженер[англ.]
- Мартин Шарп — художник
- Станислав Загорский[англ.] — дизайнер
- Джим Маршалл — фотограф

## Позиции в хит-парадах и сертификации
| Хит-парад (1968—1969)                            | Высшая позиция | Пребывание в чарте |
| ------------------------------------------------ | -------------- | ------------------ |
| Австралия (Kent Music Report)                    | 1              | нет данных         |
| Великобритания (UK Albums Chart)                 | 3              | 26 недель          |
| Канада (RPM Albums Chart)                        | 1              | 18 недель          |
| Норвегия (VG-lista)                              | 16             | 5 недель           |
| США (Billboard Best Selling Rhythm & Blues LP’s) | 11             | 26 недель          |
| США (Billboard Top LP’s)                         | 1              | 50 недель          |
| Финляндия (Suomen virallinen lista)              | 3              | 30 недель          |

| Регион                                                      | Сертификация | Продажи    |
| ----------------------------------------------------------- | ------------ | ---------- |
| Австралия (ARIA)                                            | Платиновый   | 70 000^    |
| Великобритания (BPI) · переиздание 1998 года                | Серебряный   | 60 000     |
| США (RIAA)                                                  | Платиновый   | 1 000 000^ |
| ^ Данные о тиражах приведены только на основе сертификации. |              |            |